# کنز التحف
کنز التُحَف نام یک رساله در مورد موسیقی است که در قرن هشتم هجری نوشته شده‌است. هویت نویسندهٔ آن به‌طور یقین مشخص نیست اما از توصیفی که نویسنده از خودش در رساله کرده مشخص است که نام وی حسن بوده و اهل کاشان بوده، لذا بسیاری نویسندهٔ آن را حسن کاشی می‌نامند. ولی برخی منابع دیگر نویسنده‌های دیگری برای این رساله مطرح کرده‌اند از جمله عبدالمؤمن بن صفی‌الدین، امیر خضر مالی قرمانی مولوی، و خواجه نصیرالدین طوسی.

## نگارش
تاریخ دقیق نشر این رساله مشخص نیست. یک رباعی که در انتهای این رساله آمده سال نگارش آن را نیز گزارش می‌کند اما از آنجا که نسخه‌های برجا مانده از این رساله مخدوش هستند این تاریخ خوانا نیست؛ محتمل‌ترین سال‌ها برای انتشار آن ۷۴۷ یا ۷۵۵ هجری قمری هستند. از این رو می‌توان گفت که کنز التحف و آثار عبدالقادر مراغی تقریباً همزمان نوشته شده‌اند، اما کنز التحف توجه بیشتری به توصیف سازهای موسیقی کرده‌است.
مکان نگارش این رساله نیز مشخص نیست اما در همان رباعی، نویسنده به شهر اصفهان اشاره می‌کند و در بخشی دیگر نیز می‌نویسد که «وقتی [صفی‌الدین] به اصفهان آمد ...»؛ بابک خضرایی در مقاله‌ای که راجع به کنز التحف نوشته، این دو را نشانهٔ آن می‌داند که رساله در اصفهان نوشته شده‌است.

## نسخه‌ها
از کنز التحف چهار نسخه باقی مانده‌است که یکی در ۱۰۷۵ ه‍. ق کتابت شده و در موزهٔ بریتانیا نگهداری می‌شود، دیگری در ۸۳۸ ه‍.ق کتابت شده و در کتابخانهٔ ملی پاریس نگهداری می‌شود، سومی در دانشگاه لیدن است و چهارمی در کتابخانه هند شرقی.

## محتوا
کنز التحف شامل یک مقدمه و چهار مقاله است. در مقدمهٔ آن، نویسندهٔ رساله هنر موسیقی را برترین هنر دانسته و از فیثاغورث، افلاطون، ارسطو و بطلمیوس به عنوان واضعان قوانین موسیقی و «حکمای الهی» یاد کرده‌است. در مقالهٔ اول مفاهیم اساسی موسیقی نظیر صوت، نغمه، و جنس را توضیح داده‌است و روش دستان‌بندی سازهای زهی را ذکر کرده‌است. در مقالهٔ دوم نحوهٔ کوک کردن ساز عود و شیوهٔ استخراج ادوار این ساز را شرح داده‌است. در مقالهٔ سوم روش ساخت سازها و جنس چوب و دیگر مواد لازم بحث شده‌است. در مقالهٔ چهارم برخی نصایح اخلاقی و حرفه‌ای در مورد هنر موسیقی آمده و شعرهایی مناسب برای مجالس مختلف (همچون اندوه و شادی) نیز آورده شده‌است.
برخی از سازهایی که در رساله به آن‌ها اشاره شده عبارتند از: عود، غشک، رباب، مزمار (نوعی نی)، پیشه (نوعی ساز شبیه نی کوچک، که احتمالاً نام اصلی آن نیشه یا نی‌چه بوده‌است)، چنگ، نزهه (سازی شبیه سنتور که اختراع صفی‌الدین ارموی بود)، قانون و مُغنی (سازی اختراع‌شده توسط ارموی که ترکیبی از نزهه، رباب و قانون بود). یک ویژگی کنز التحف در مقایسه با دیگر متون قدیمی مربوط به سازهای موسیقی ایرانی (همچون درة التاج اثر قطب‌الدین شیرازی، و مقاصد الالحان و جامع الالحان اثر عبدالقادر مراغه‌ای) آن است که کنز التحف تصویری از این سازها نیز ارائه کرده‌است.

## نقد
کنز التحف توسط نویسندگان بسیاری مورد استناد قرار گرفته و نقد شده‌است. هنری جورج فارمر موسیقی‌شناس اهل انگلستان از کنز التحف به عنوان یکی از مهم‌ترین متون مربوط به موسیقی ایران یاد کرده‌است. تقی بینش این رساله را به همراه دو رسالهٔ دیگر (یکی از ابن سینا و یکی مجموعهٔ رساله‌های منسوب به اخوان الصفا) بررسی کرده‌است. گن‌ایچی تسوگه، موسیقی‌دان ژاپنی، سازهایی که در کنز التحف مطرح شده‌اند را با سازهای امروزی مقایسه کرده‌است. همچنین بابک خضرائی این رساله را در مقاله‌ای در فصلنامهٔ «گلستان هنر» مورد نقد و بررسی قرار داده‌است.